# Greenwich-Fußgängertunnel
Der Greenwich-Fußgängertunnel (englisch Greenwich foot tunnel) ist ein Tunnel unter dem Fluss Themse in London. Er verbindet Greenwich auf der Südseite mit der Halbinsel Isle of Dogs im Stadtbezirk London Borough of Tower Hamlets auf der Nordseite. Der südliche Ausgang befindet sich unmittelbar beim Museumsschiff Cutty Sark, der nördliche bei den Island Gardens, einem kleinen Park.

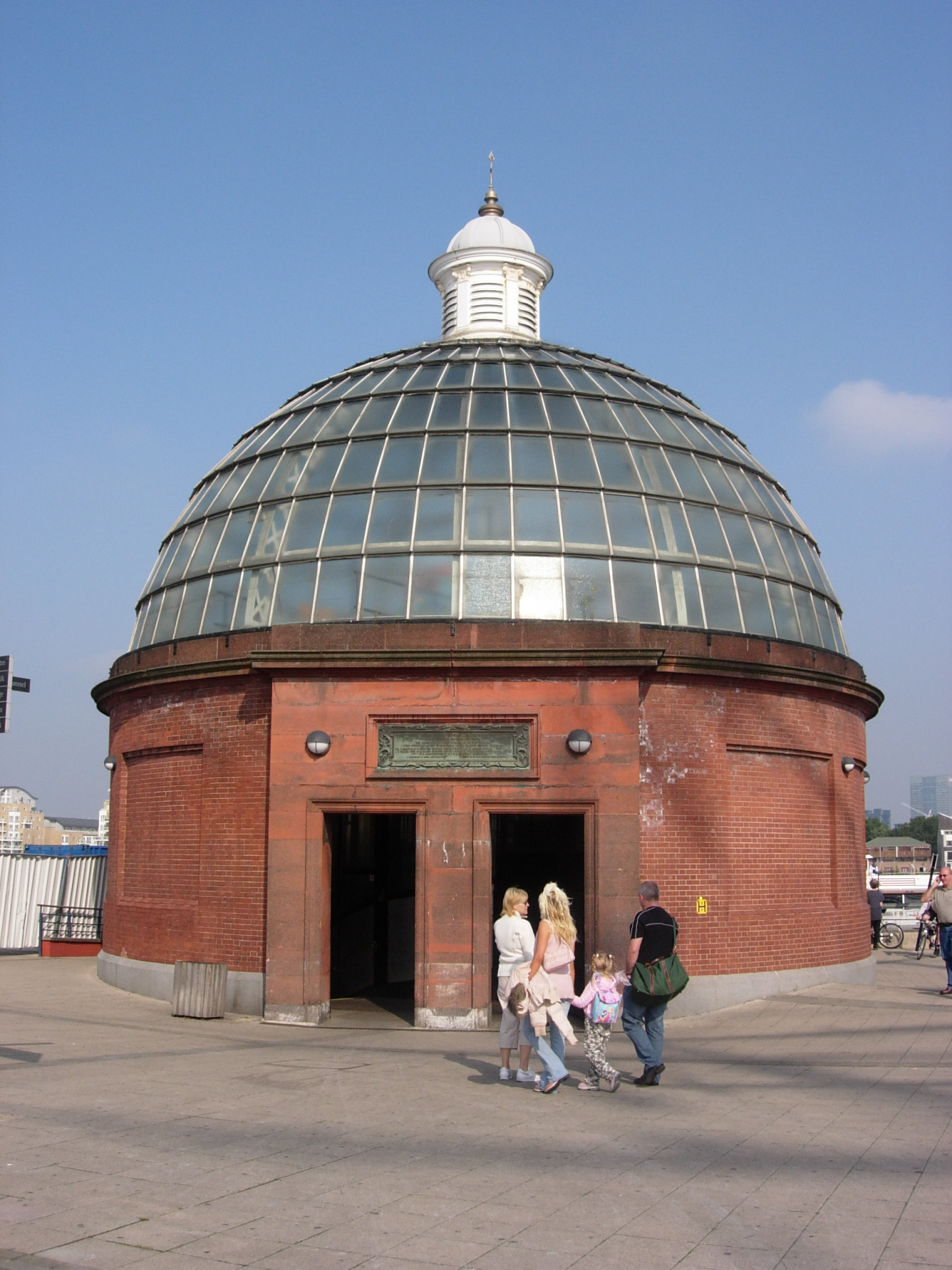
Eingang in den Greenwich-Fußgängertunnel

Der 370 Meter lange Tunnel wurde von Alexander Binnie im Auftrag des London County Council entworfen. Das Bauwerk ersetzte eine teure und manchmal unzuverlässige Fährverbindung und ermöglichte es den auf der Südseite lebenden Arbeitern, rasch zu ihren Arbeitsplätzen in den Docks zu gelangen. Die Bauarbeiten begannen im Juni 1899, die Eröffnung erfolgte am 4. August 1902.

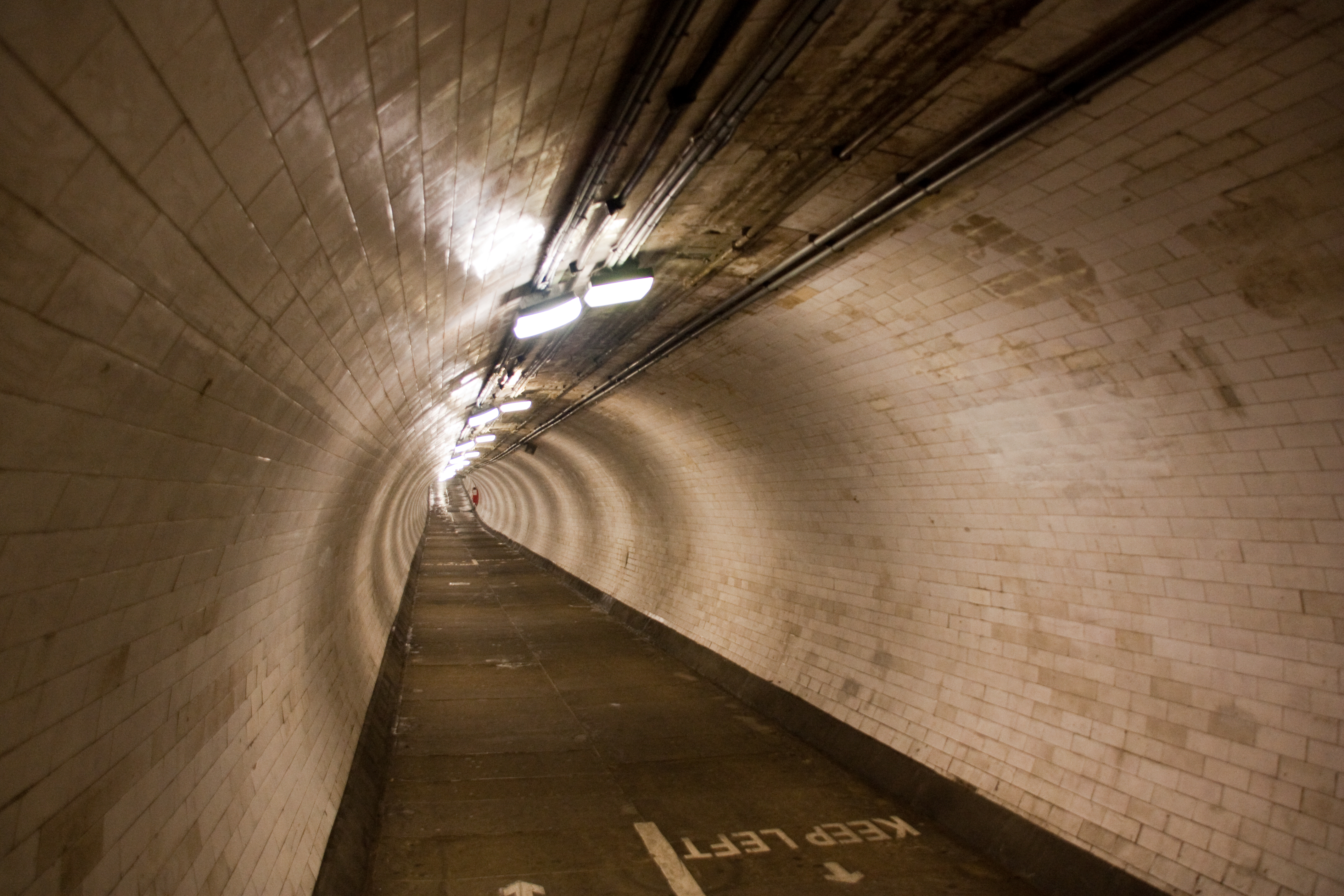
Im Inneren des Tunnels

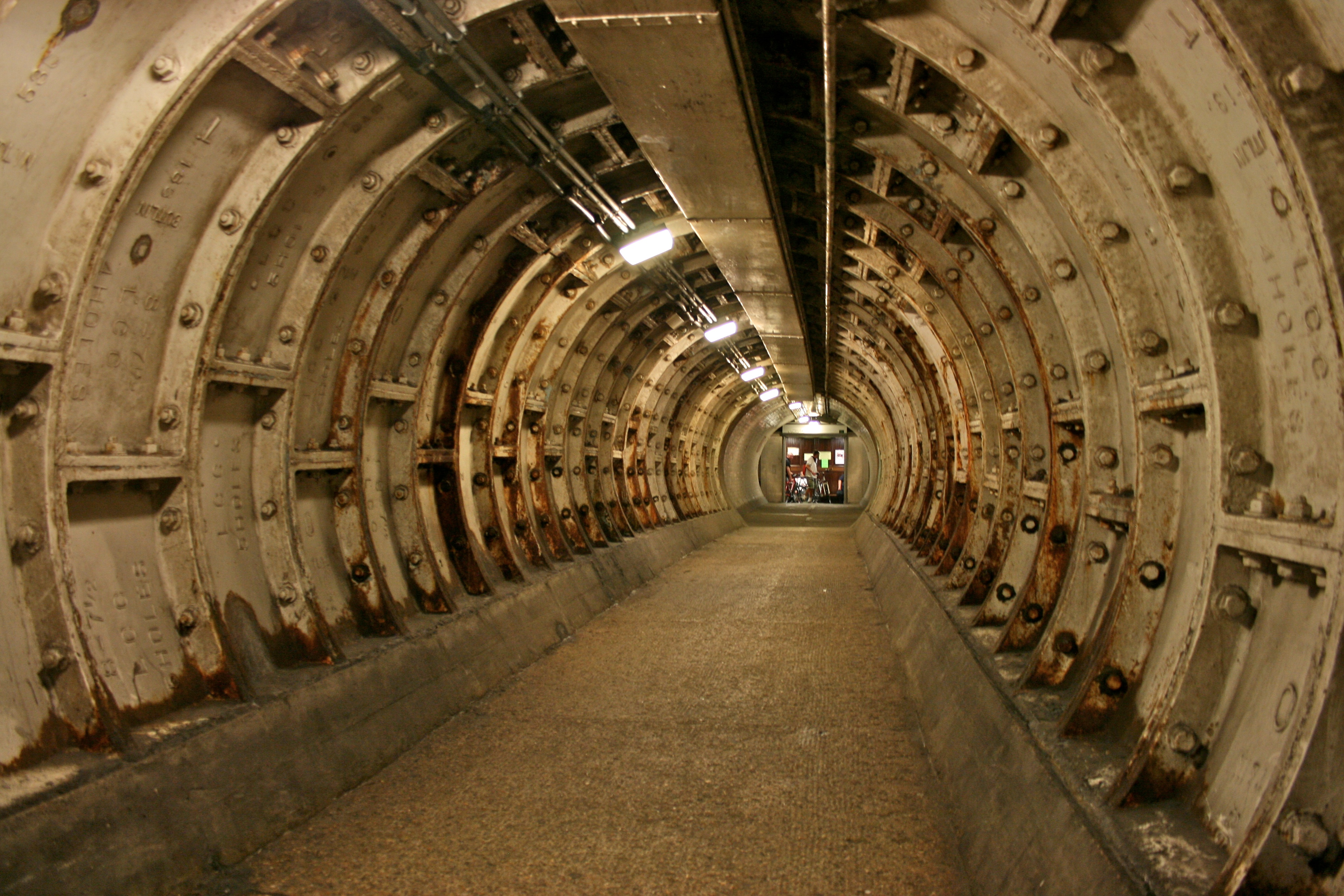
Der im Zweiten Weltkrieg beschädigte Abschnitt

Die Eingangsschächte an beiden Enden befinden sich in Rundbauten mit gläsernen Kuppeldächern. Aufzüge (1904 installiert, 1992 erneuert) und Wendeltreppen führen hinunter zur Tunnelröhre, die mit Fliesen verkleidet ist und einen Innendurchmesser von 9 Fuß (2,74 Meter) aufweist. Während des Zweiten Weltkriegs wurde das nördliche Ende des Tunnels durch Fliegerbomben beschädigt. Dieser Bereich wurde nicht mehr originalgetreu wiederhergestellt, sondern mit Hilfe metallener Tübbings repariert.
Der Tunnel ist als öffentlicher Fußweg klassifiziert und daher 24 Stunden täglich geöffnet. Obwohl der Tunnel Teil der Route 1 des nationalen Radwegnetzes (National Cycle Network) ist, müssen Fahrräder im Tunnel geschoben werden.
Der Tunnel wurde für 11,5 Millionen Pfund im Rahmen der Vorbereitungen für die Olympischen Sommerspiele 2012 restauriert, wobei sich der Abschluss der Arbeiten von Frühjahr 2011  auf Anfang April 2012 verschob.